# Широкий Лог (Ростовская область)
Широ́кий Лог — хутор в Милютинском районе Ростовской области.
Входит в состав Милютинского сельского поселения.

## География
Через хутор протекает река Гнилая.

## Население
| 2010 |
| ---- |
| 149  |

## История
В 1987 году указом Президиума Верховного Совета РСФСР посёлку пятого отделения зерносовхоза «Светоч» присвоено наименование Широкий Лог.

## Улицы
| - ул. Донская, - ул. Казачья, - пер. Логовой, - ул. Питомник, | - ул. Ростовская, - ул. Степная, - пер. Широкий. |